# Anspruch (Recht)
Als Anspruch bezeichnet die Rechtswissenschaft das Recht, von einem anderen ein Tun, ein Dulden oder ein Unterlassen zu verlangen. Der Anspruch gehört wie die Persönlichkeits-, Sachen- und Gestaltungsrechte zu den subjektiven Rechten. Im Gegensatz zum objektiven Recht geben diese dem Einzelnen eine konkrete Rechtsmacht. Die subjektiven Rechte werden unmittelbar vom objektiven Recht abgeleitet.

## Das Zivilrecht als Anspruchssystem
Die Bedeutung des Anspruchs für das Zivilrecht wird deutlich, wenn das gesamte Zivilrecht als Anspruchssystem begriffen wird. Dem liegt die Auffassung zugrunde, dass die römisch-rechtlich geprägte Lehre vom Anspruch ein Schlüssel zum Verständnis für die Anwendung der zivilrechtlichen Gesetze, insbesondere des BGB, darstellt. Der Richter entscheidet über die im Fall gestellte Rechtsfrage auf der Grundlage einer Gesetzesauslegung unter dem Gesichtspunkt der Lehre vom Anspruch.

## Der Anspruch im deutschen Recht
Die Vorstellung des Anspruchs wurde in Deutschland maßgeblich von Bernhard Windscheid für die Zivilrechtswissenschaft entwickelt, hat sich inzwischen aber auch in anderen Rechtsgebieten etabliert. Wesentlich dafür war die Unterscheidung zwischen subjektiver Rechtsposition und ihrer klageweisen Geltendmachung, wie sie im aktionenrechtlichen Denken des zuvor gelehrten gemeinen Rechts noch nicht vollzogen war.

### Zivilrecht

#### Begriff und Abgrenzung des Anspruchs im Zivilrecht
Unter Anspruch im materiell-rechtlichen Sinne wird das Recht eines Einzelnen (subjektives Recht) verstanden, von einem anderen ein Tun, etwa die Zahlung eines Geldbetrags, die Abgabe einer Willenserklärung oder die Übergabe einer Sache, ein Dulden, wenn jemand beispielsweise die Nutzung einer Sache oder eines Rechts vertraglich anderen überlässt oder ein Unterlassen, beispielsweise das Unterlassen von unzumutbarem Lärm, zu verlangen. Eine Legaldefinition findet sich in § 194 Abs. 1 BGB. Derjenige, der das Tun, Dulden oder Unterlassen einfordern kann, wird als Gläubiger oder Anspruchsinhaber bezeichnet, derjenige, der es zu erbringen hat, als Schuldner oder Anspruchsgegner.
BeispieleAnsprüche sind etwa das Recht des Verkäufers, vom Käufer die Zahlung des Kaufpreises zu verlangen, das Recht des Mieters, vom Vermieter die Überlassung der gemieteten Wohnung zu verlangen, das Recht des Kindes, von seinen Eltern Unterhalt zu verlangen und das Recht des Grundeigentümers, von seinem Nachbarn die Unterlassung unzumutbaren Lärms zu fordern.
Ansprüche können sich unmittelbar aus einem Gesetz ergeben, so im Falle des Anspruchs auf Unterlassung von Lärm gegen einen Nachbarn. Diese Ansprüche werden als gesetzliche Ansprüche bezeichnet. Eine weitere bedeutende Gruppe von Ansprüchen entsteht durch Vereinbarungen zwischen dem Gläubiger und dem Schuldner in einem Vertrag. Diese Ansprüche werden als vertragliche Ansprüche bezeichnet. Ein Beispiel ist der Anspruch auf Kaufpreiszahlung.
Der Rechtssatz, aus dem sich der Anspruch im Einzelfall ergibt, ist für diesen Fall die Anspruchsgrundlage. Sie kann sowohl eine Gesetzesbestimmung als auch eine vertragliche Regelung sein.
Der Anspruch verschafft dem Anspruchsinhaber nicht automatisch auch die Rechtsposition, auf die der Anspruch gerichtet ist. So wird beispielsweise der Mieter, der gegen seinen Vermieter einen Anspruch auf Überlassung der gemieteten Wohnung hat, nicht schon allein dadurch Besitzer der Wohnung, dass er diesen Anspruch hat. Erst, wenn der Schuldner die Handlung vorgenommen hat beziehungsweise das Verhalten unterlässt, auf die beziehungsweise das der Anspruch gerichtet ist, wenn also der Vermieter dem Mieter die Wohnung tatsächlich übergeben hat, ist diese Rechtsposition erreicht und der Anspruch damit erfüllt (Erfüllung). Erbringt der Schuldner diese Leistung – gegebenenfalls nach Mahnung – nicht freiwillig, kann der Gläubiger auf diese Leistung klagen. Wird der Schuldner verurteilt, veranlasst auch dies ihn aber nicht dazu, die Leistung zu bewirken, kann der Gläubiger das Urteil zwangsweise vollstrecken lassen.
Dies unterscheidet den Anspruch vom Gestaltungsrecht. Das Gestaltungsrecht versetzt den Inhaber dieses Rechts in die Lage, eine Rechtsänderung ohne Zutun des anderen selbst herbeizuführen.
BeispieleZu den Gestaltungsrechten gehören das Recht des Mieters oder des Arbeitnehmers, ihren Miet- oder Arbeitsvertrag durch Kündigung zu beenden; das Recht des arglistig getäuschten Käufers, seinen Kaufvertrag anzufechten; und das Recht des Verbrauchers, ein Fernabsatzgeschäft innerhalb bestimmter Fristen zu widerrufen.
Zur Durchsetzung eines Gestaltungsrechts ist keine Klage notwendig. Auch einer Bestätigung des Gestaltungsrechts – etwa der „Bestätigung“ der Kündigung eines Kursteilnehmers durch dessen Fitnessstudio – bedarf es nicht. Es genügt, dass der Rechtsinhaber dem Betroffenen gegenüber die Kündigung ausspricht oder die Anfechtung beziehungsweise den Widerruf erklärt. Im Zusammenhang mit Gestaltungsrechten ist der Begriff des Anspruchs grundsätzlich verfehlt; wer beispielsweise einen Vertrag kündigen darf, hat keinen „Anspruch auf Kündigung“, sondern schlicht ein Kündigungsrecht.
Soweit das Zivilprozessrecht den Anspruchsbegriff verwendet, versteht es darunter nicht obigen Anspruch im materiellrechtlichen Sinne, sondern den Streitgegenstand. Grund dafür ist einerseits der prozessuale Zusammenhang (Relativität der Rechtsbegriffe), andererseits die Tatsache, dass die Zivilprozessordnung als Teil der Reichsjustizgesetze älter als das BGB ist.
Verhaltener Anspruch
Ein verhaltener Anspruch ist dadurch gekennzeichnet, dass der Schuldner die Leistung nicht erbringen darf, bevor der Gläubiger sie verlangt. Auf solche Ansprüche sind nach der Rechtsprechung des Bundesgerichtshofs (BGH) seit Inkrafttreten des Schuldrechtsmodernisierungsgesetzes die für die Leihe, die Hinterlegung und die Verwahrung geltenden besonderen Verjährungsregelungen der §§ 604 Abs. 5 BGB, § 695 Satz 2 BGB, § 696 Satz 3 BGB entsprechend anwendbar. Der Anspruch des Reisenden auf Einlösung von Reisewerten bei der Buchung von Reiseleistungen ist kein verhaltener Anspruch, weil er erst mit seiner Geltendmachung durch den Reisenden entsteht. Anders als bei einem verhaltenen Anspruch, bei dem das Entstehen des Anspruchs und seine Geltendmachung durch den Gläubiger auseinanderfallen, besteht daher nicht die Gefahr, dass der Anspruch zum Zeitpunkt seiner Geltendmachung bereits verjährt ist.

#### Das Schicksal des Anspruchs

##### Änderung der beteiligten Personen
Ist ein Anspruch einmal entstanden, so bedeutet dies nicht, dass die daran als Schuldner und Gläubiger beteiligten Personen für die Lebenszeit des Anspruchs unabänderlich festgelegt wären. Die Beteiligten können ausgetauscht werden; weitere Beteiligte können hinzutreten.
So kann ein Anspruch beispielsweise durch Abtretung von einem Gläubiger auf einen anderen übertragen werden, sofern nicht die Abtretung ausnahmsweise ausgeschlossen ist. Umgekehrt kann durch Schuldübernahme der Schuldner ausgetauscht werden. Anders als die Abtretung – die ein Gestaltungsrecht ist – ist die Schuldübernahme jedoch nur mit Zustimmung des anderen Teils, das heißt des Gläubigers, möglich.
Durch Schuldbeitritt können auf Schuldnerseite auch weitere Personen in den Anspruch einbezogen werden. Daran, dass der Gläubiger die Leistung, auf die der Anspruch gerichtet ist, aber nur einmal verlangen kann, ändert sich daran aber nichts (die Hinzutretenden und der vorhandene Schuldner werden grundsätzlich Gesamtschuldner).

##### Untergang und Blockade des Anspruchs
Ansprüche können im Laufe der Zeit verloren gehen (erlöschen). Ist der Anspruch erloschen oder sonst wie untergegangen, kann der Gläubiger das Tun oder Unterlassen, auf das der Anspruch ursprünglich gerichtet war, nicht mehr verlangen. Wichtigster Fall des Erlöschens ist die Erfüllung: Hat der Schuldner seine Leistung erbracht, der Autokäufer also beispielsweise den Kaufpreis gezahlt, erlischt der darauf gerichtete Anspruch des Gläubigers. Ist der Anspruch einmal erloschen, lebt er nicht wieder auf. Eine Klage, die auf einen erloschenen Anspruch gestützt wird, hat keinen Erfolg.
BeispieleErlöschen kann ein Anspruch auch dadurch, dass Gläubiger und Schuldner ihn durch vertragliche Vereinbarung aufheben, dass der Gläubiger auf ihn verzichtet oder der Schuldner die Anfechtung erklärt.
Schließlich kann der Gläubiger aufgrund von Gegenrechten des Schuldners vorübergehend oder dauerhaft an der Durchsetzung des Anspruchs gehindert sein. So kann beispielsweise dem Schuldner wegen eines anderen Anspruchs, den er seinerseits gegen den Gläubiger hat, ein Zurückbehaltungsrecht zustehen.

##### Zeitliche Grenzen
Ansprüche bestehen in der Regel zwar zeitlich unbeschränkt, unterliegen jedoch der Einrede der Verjährung. Nach Ablauf der Verjährungsfrist kann der Anspruch nicht mehr mit Hilfe der Klage durchgesetzt werden, wenn sich der Anspruchsgegner auf die Verjährung beruft (worin der Unterschied zwischen einer Einrede und einer Einwendung im engeren Sinne besteht).
Im Regelfall verjährt ein Anspruch innerhalb von drei Jahren (§ 195 BGB), andere Fristen sind jedoch möglich. Die Verjährungsfrist beginnt in der Regel mit dem Abschluss desjenigen Jahres zu laufen, in dem der Anspruch entstanden ist und der Gläubiger vom Vorliegen der Anspruchsvoraussetzungen und von der Identität des Schuldners Kenntnis erlangt hat (§ 199 BGB).
Die Verjährung kann durch bestimmte Maßnahmen – insbesondere durch Klageerhebung oder Zustellung eines gerichtlichen Mahnbescheides – zeitweise aufgehalten werden. Durch Vertrag können die Parteien die Verjährung innerhalb bestimmter Grenzen auch abweichend von den gesetzlichen Bestimmungen regeln.

#### Anspruch und klageweise Durchsetzung
Der Anspruch hat im deutschen Recht die Klage (actio) des römischen Rechtes abgelöst. Er ist inhaltlich beschränkt auf das materiellrechtliche Substrat der römischrechtlichen Klage, also auf die Frage, ob der Kläger vom Beklagten das von ihm Begehrte von Rechts wegen verlangen kann, der Beklagte mithin rechtlich verpflichtet ist, dem Begehr des Klägers Folge zu leisten. Die Klage ist damit für den deutschen Juristen nur noch das Mittel zur Durchsetzung des materiellen Anspruchs (siehe formelles Recht). Die Frage, ob ein Anspruch vorliegt, entscheidet also darüber, ob die Klage begründet ist. Der Kläger muss sich materiellrechtlich als Anspruchsgläubiger und der Beklagte als Anspruchsschuldner herausstellen, sonst verliert er den Prozess.
Das deutsche Zivilrecht trennt scharf zwischen dem materiellrechtlichen Anspruch (etwa aus dem BGB) und der Möglichkeit, diesen klagweise zu verwirklichen (Prozessrecht – etwa die ZPO). In manchen Vorschriften des BGB wird dem Berechtigten zwar dem Wortlaut nach noch das Recht gegeben, auf etwas „zu klagen“; es wird ihm also in der alten Terminologie „eine Klage gegeben“ (§ 12, § 1004 BGB – „Klagen“ auf Unterlassung). Dies darf aber nicht darüber hinwegtäuschen, dass auch in diesen Vorschriften echte materielle Ansprüche geregelt sind, und vom normalen Schema nur sprachlich abgewichen wird. Der deutsche Jurist fragt also nicht mehr danach, ob eine Klage, sondern ob ein Anspruch gegeben ist, der das Begehr des Klägers trägt, mit anderen Worten, auf welche materiellrechtliche Anspruchsgrundlage der Kläger sein Begehr stützen kann.
Diese Trennung zwischen Anspruch und klagweiser Durchsetzung wird dort besonders deutlich, wo zwar ein materieller Anspruch auf ein bestimmtes Verhalten besteht, dieser Anspruch aber aus prozessrechtlichen Gründen nicht eingeklagt, oder nicht vollstreckt werden kann (sogenannte klaglose Ansprüche, siehe Naturalobligation).

### Der „Anspruch“ in anderen Teil-Rechtsgebieten

#### Strafrecht
Im Strafrecht wird der Begriff des Anspruchs gelegentlich ebenfalls verwendet, jedoch mit einem anderen Inhalt: Sanktionsnormen beinhalten sowohl den Anspruch der Gesellschaft auf eine gerechte Strafe für Täter (im Gegensatz zur Selbstjustiz) als auch den Strafanspruch des Staates auf die Verfolgung der Tat.

#### Öffentliches Recht
Ansprüche kennt nicht nur das Zivilrecht. Auch das öffentliche Recht kennt die Befugnis, von einem anderen ein Tun oder Unterlassen zu verlangen, etwa das Recht des Bauherrn, von der Bauaufsichtsbehörde die Erteilung einer Baugenehmigung zu verlangen, wenn öffentlich-rechtliche Vorschriften dem Bauvorhaben nicht entgegenstehen. Allerdings hat sich im öffentlichen Recht die Bezeichnung subjektives öffentliches Recht anstelle des Terminus „Anspruch“ eingebürgert.
Mit der Entwicklung der Lehre vom Rechtsverhältnis im öffentlichen Recht ist die Grundlage auch für eine Anspruchskonzeption des öffentlichen Rechts geschaffen (Wilhelm Henke).